# Dallas Green
Dallas Green, född 29 september 1980 i St. Catharines, är en kanadensisk musiker. Han är mest känd som sångare och gitarrist i post-hardcore-bandet Alexisonfire men han har även ett akustiskt soloprojekt kallat City and Colour.

## Karriär
Innan Green började spela för Alexisonfire spelade han i ett band kallat Helicon Blue för vilka han producerade många låtar innan gruppens splittring.
Green började spela med Alexisonfire sent under 2001. Bandet har sedan dess släppt tre studioalbum (Alexisonfire, Watch Out! och Crisis) samt ett antal EP.
Green är även skateboardåkare och har åkt sedan han var 8 år gammal, men han åker inget då bandet är på turné av rädslan för att skada sig. På hans live-DVD säger han sig även vara ett fan av basket. . Green har ett antal tatueringar bland annat en så kallad "full sleeve" (helarmstatuering) samt tatueringar på torson och ryggen.

## Diskografi

### City and Colour

#### Studioalbum
| År   | Titel                  | Skivbolag                          |
| 2005 | Sometimes              | Dine Alone Records                 |
| 2008 | Bring Me Your Love     | Vagrant Records/Dine Alone Records |
| 2011 | Little Hell            | Dine Alone Records                 |
| 2013 | The Hurry and the Harm | Dine Alone Records                 |

#### EP/Specialutgåvor
| År   | Titel                                                               | Skivbolag                                          |
| 2004 | The Death of Me (EP)                                                | Dine Alone Records                                 |
| 2005 | Missing EP                                                          | Dine Alone Records                                 |
| 2008 | The MySpace Transmissions                                           | Vagrant Records/Dine Alone Records/MySpace Records |
| 2008 | The iTunes Sessions (EP)                                            | iTunes Exclusive                                   |
| 2008 | Bring Me Your Love Special Limited Edition (Limited to 6000 copies) | Dine Alone Records                                 |

##### Missing EP
Missing EP, av City and Colour, utgavs innan Sometimes, och bara i Kanada. Endast 1000 exemplar finns och alla pengar gick till Denis Morris High School Starvathon. CD:n innehåller också livevideor "In The Water I Am Beautiful", "Missing (Serravalle)", "Love Don’t Live Here Anymore (Rose Royce Cover)" och "Casey’s Song". Videorna filmades av Rohan Hill på L3 Nightclub i St. Catharines, Ontario.
1. "Missing (Serravalle)"

#### Livealbum
| År   | Titel | Skivbolag          |
| 2007 | Live  | Dine Alone Records |

### Alexisonfire

#### Studioalbum och EP
| År   | Titel                       | Skivbolag             | Certifieringar   |
| ---- | --------------------------- | --------------------- | ---------------- |
| 2002 | Alexisonfire                | Distort Entertainment | Guld (Kanada)    |
| 2004 | Watch Out!                  | Distort Entertainment | Platina (Kanada) |
| 2006 | Crisis                      | Distort Entertainment | Platina (Kanada) |
| 2009 | Old Crows / Young Cardinals | Dine Alone Records    |                  |